# Lily Sullivan

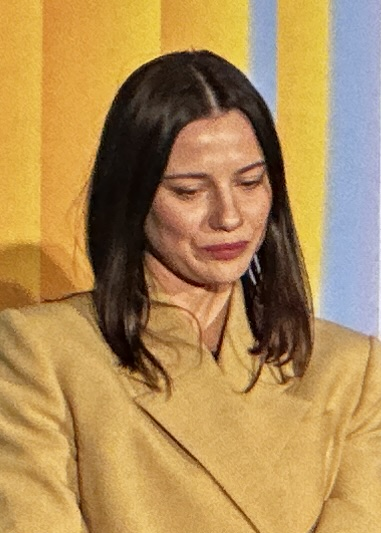
Lily Sullivan (2023)

Lily Jane Sullivan (* 8. September 1993 in Queensland) ist eine australische Schauspielerin.

## Leben und Karriere
Vor ihrer Geburt emigrierten Sullivans Eltern vom Vereinigten Königreich nach Australien, wo sie in Logan, Queensland aufwuchs. Im letzten Jahr der High School erlangte sie durch ein Vorsprechen eine Rolle in P.J. Hogans Film Mental von 2012 mit Toni Collette. 2013 hatte sie eine Nebenrolle in der amerikanischen, aber in Australien gedrehten Serie Camp und spielte in dem Film Galore, nach dem sie nach Melbourne zog.
2015 war Sullivan eine der Zweitplatzierten für die Heath Ledger Scholarship,  wodurch sie ein Stipendium erhielt, um an Meisterkursen in der Film- und Fernsehschule Screenwise in Sydney teilzunehmen.
Serienhauptrollen hatte sie unter anderem 2018 in Romper Stomper und Picnic at Hanging Rock sowie 2020 in Barkskins – Aus hartem Holz. Sullivan ist die einzige auftretende Schauspielerin in dem Science-Fiction-Film Monolith von 2022 und das Final Girl in Evil Dead Rise; beide Filme wurden bei dem SXSW Festival 2023 gezeigt.

## Filmografie
- 2012: Mental
- 2013: Rake (Fernsehserie, 1 Episode)
- 2013: Galore
- 2013: Camp (Fernsehserie, 10 Episoden)
- 2015: Sucker
- 2017: Jungle
- 2018: Romper Stomper (Fernsehserie, 6 Episoden)
- 2018: Picnic at the Hanging Rock (Fernsehserie, 6 Episoden)
- 2019: Dark Place
- 2019: The Other Guy (Fernsehserie, 6 Episoden)
- 2020: Barkskins – Aus hartem Holz (Fernsehserie, 8 Episoden)
- 2020: Das Mädchen deiner Träume  (I Met a Girl)
- 2022: Monolith
- 2023: Evil Dead Rise
- 2024: Lunacy

## Auszeichnungen und Nominierungen
- AACTA Awards 2013: Nominierung als Beste Nachwuchsdarstellerin in Mental
- Film Critics Circle of Australia Awards 2013: Nominierung für die Beste Darstellung einer Nachwuchsdarstellerin in Mental
- Jurypreis des Antipodes Filmfestivals San Tropez 2014: Auszeichnung als Beste Schauspielerin in Galore